# Barva socken
Barva socken i Södermanland ingick i Österrekarne härad och är sedan 1971 en del av Eskilstuna kommun, från 2016 inom Kafjärdens distrikt.
Socknens areal är 53,12 kvadratkilometer, varav 50,53 land. År 1946 fanns här 594 invånare. Lindholms herrgård samt sockenkyrkan Barva kyrka ligger i socknen.  

## Administrativ historik
Barva socken har medeltida ursprung. 
Vid kommunreformen 1862 övergick socknens ansvar för de kyrkliga frågorna till Barva församling och för de borgerliga frågorna till Barva landskommun. Landskommunen inkorporerades 1952 i Kafjärdens landskommun som 1971 uppgick i Eskilstuna kommun. Församlingen uppgick 1995 i Kafjärdens församling.
1 januari 2016 inrättades distriktet Kafjärden, med samma omfattning som Kafjärdens församling fick 1995, och vari detta sockenområde ingår.
Socknen har tillhört län, fögderier, tingslag och domsagor enligt vad som beskrivs i artikeln Österrekarne härad.  De indelta soldaterna tillhörde Södermanlands regemente, Öster Rekarne kompani.

## Geografi

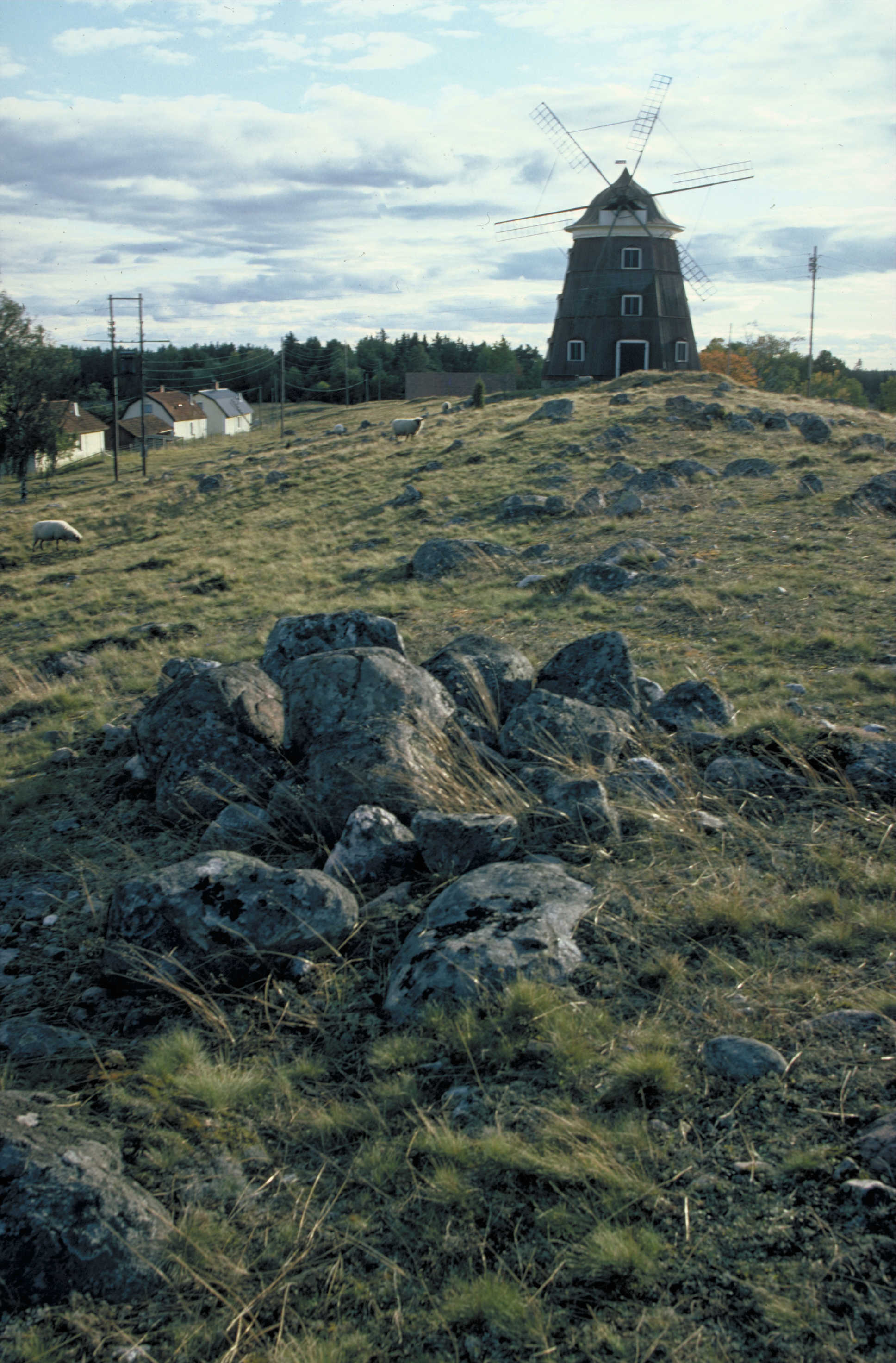
Söderby kvarn och ett gravfält av bronsåldern i Barva socken
Foto: Pål-Nils Nilsson

Barva socken ligger öster om Eskilstuna söder om Sörfjärden. Socknen har odlingsbygd i norr och är skogsbygd i övrigt.

## Fornlämningar
Från bronsåldern finns gravrösen och stensättningar. Från järnåldern finns gravfält och en fornborg.

## Namnet
Namnet (1324 Baruum) innehåller plural av bǫrr, 'träd' som här kan syfta på en barrskog.